# كأس الكؤوس الأوروبية 1998–99
كأس الكؤوس الأوروبية 1998–99  هو موسم من كأس الكؤوس الأوروبية. فاز فيه موسم نادي لاتسيو 1998–99 ‏. فاز بجائزة أفضل هداف في الدوري ألون مزراحي، بإجمالي 7 هدف

## ترتيب الهدافين
| اللاعب     | النادي      | عدد الأهداف |
| ---------- | ----------- | ----------- |
| مكابي حيفا | ألون مزراحي | 7           |